# 加藤いづみのオールナイトニッポン
加藤いづみのオールナイトニッポン（かとういづみのオールナイトニッポン）は、ニッポン放送の深夜番組『オールナイトニッポン』において放送されていたラジオ番組。
放送期間は1992年6月5日から1993年10月25日まで、そのうち1992年9月までは金曜2部（毎週金曜日深夜27:00 - 29:00）、1992年10月以降は月曜1部（毎週月曜日深夜25:00 - 27:00）で放送されていた。

## 概要
金曜2部時代は、第1回目の放送で、直前の時間で『ウッチャンナンチャンのオールナイトニッポン』に出演していたウッチャンナンチャンがオープニングで出演、以後もウッチャンナンチャン2人で、また内村光良または南原清隆どちらかが本番組のオープニングに出演した回があった。この時は、スタートしてからしばらくは変わった第一声とあいさつをしていた。
月曜1部時代はエンディングで当時2部だった『石川よしひろのオールナイトニッポン』（のちに火曜1部に昇格）の石川よしひろがちょくちょく出演していた。1995年に石川の番組（火曜1部時代）に加藤いづみもゲスト出演をしている。
1993年7月～9月に放送されていたフジテレビのドラマ『悪魔のKISS』において、本番組が主人公がよく聴いているラジオ番組として劇中劇で登場していた他、加藤いづみ自身もこのドラマにパーソナリティ役で声の出演をしていた。

## コーナー
アンティークメロディー
1970年代、1960年代他、懐かしい曲を採り上げて紹介していたコーナー。CMをはさんでPART1、PART2に分けて放送していた。PART2からは音楽評論家の田家秀樹、ミュージシャンの高橋研（当時の加藤のプロデューサー）と一緒に進行。この二人のことを『腰痛ブラザーズ』と番組中で称していたこともあった。後半では高橋の弾き語りで加藤が取り上げた曲を歌唱していた。
アンソロジー
『目覚まし時計』『鏡』など、ある物一つをテーマにして色々な話を募集していたコーナー。
きーちゃんは魔法使い
身近にいる子供、街で見かけた子供の変わった言動などを募集していた。当時、加藤自身が好きだったテレビ番組『あっぱれさんま大先生』（フジテレビ）から、変わったキャラクターだった「きーちゃん」こと有田気恵のことをタイトルに盛り込んだコーナー。
午前4時のお茶タイム
金曜2部時代のコーナー。お茶と菓子を用意し食べながら、この時間に働いている人と電話をつないでトークをしていた。
一六タルトと母恵夢（ポエム）
加藤の出身地・松山市の紹介とイメージアップなどのためのコーナー。松山とその周辺の観光地、スポットなどを紹介した『実践・松山講座』と、松山のCMをリスナーから募集していた『松山CMタイム』の2部で構成されていた。なお、『一六タルト』、『母恵夢』ともに松山の郷土菓子であり、この2つをそのままタイトルとした。
加藤家の人々
月曜1部になってからのコーナー。リスナーの周りのおかしな家族の話を募集。
はじけるバンド天国
月曜1部になってからのコーナー。バンドブームがすでに終わりつつあった当時、厳しい状況にありながらもまだ頑張ってバンド活動を続けているという人たちのはがきを紹介して応援するというコーナー。またデビューライブを行うバンドの情報も募集しており、バンド名、メンバー構成、デビューライブを行う日時と場所、バンドのセールスポイントや自己PR、衣裳を着たメンバーの写真などを書いて同封して送ってくれたバンドには「私（加藤）たち番組関係者一同で観に行く」とこのコーナー中で告知していたことがあった。
このコーナーのオープニングは、アナウンサーによる以下のナレーションで始まっていた。
クイズ！しょうもな
月曜1部時代のコーナーで毎回番組の冒頭に行われていた。リスナーから寄せられた答えを聞くとガッカリさせられるクイズ（一部なぞなぞもあり）に加藤が答える。毎回10問連続で出題され、終わった後に答え合わせをしていたが、毎回誤答が多かったこともあり、加藤は答えを聞くたびに呆れていた（時折、石川よしひろの「すっげーしょうもな、全然しょうもな」というSEが流れていた）。

## ゲスト
- 1992年12月14日：槇原敬之
- 1993年4月19日：平松愛理、渡瀬マキ
- 1993年4月26日：佐藤聖子
- 1993年6月21日：松田聖子

## スタッフ
- ディレクター：安岡喜郎 ほか
- 構成作家：歌川知憲

| オールナイトニッポン金曜二部 | オールナイトニッポン金曜二部                                  | オールナイトニッポン金曜二部 |
| ---------------------------- | ------------------------------------------------------------- | ---------------------------- |
| 前担当Sepia'n Roses          | 加藤いづみのオールナイトニッポン 金曜 27:00 - 29:00加藤いづみ | 次担当橘いずみ               |

| オールナイトニッポン月曜一部 | オールナイトニッポン月曜一部                                  | オールナイトニッポン月曜一部 |
| ---------------------------- | ------------------------------------------------------------- | ---------------------------- |
| 前担当さくらももこ           | 加藤いづみのオールナイトニッポン 月曜 25:00 - 27:00加藤いづみ | 次担当中居正広               |